# Kanton Satillieu
Kanton Satillieu (fr. Canton de Satillieu) je francouzský kanton v departementu Ardèche v regionu Rhône-Alpes. Skládá se z 10 obcí.

## Obce kantonu
- Ardoix
- Lalouvesc
- Préaux
- Quintenas
- Saint-Alban-d'Ay
- Saint-Jeure-d'Ay
- Saint-Pierre-sur-Doux
- Saint-Romain-d'Ay
- Saint-Symphorien-de-Mahun
- Satillieu